# ده رضا (فتح أباد)
ده رضا (بالفارسية: ده رضا) هي قرية تقع في إيران في Fathabad Rural District.